# Tretire with Michaelchurch
Tretire with Michaelchurch est une paroisse civile du Herefordshire, en Angleterre.